# Voronej (radar)

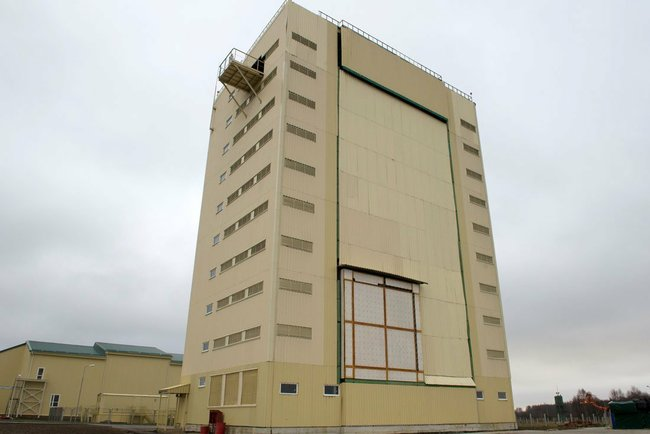
O prédio que suporta um radar Voronej, em Caliningrado (2011)

Os radares Voronej, em russo Воронеж, são a geração mais atual de radares de alerta antecipado,
usados pela Rússia, para prevenir ataques de mísseis balísticos intercontinentais.
O primeiro deles, localizado em Lekhtusi, perto de São Petersburgo, entrou em serviço em 2009. Existe um plano de substituir os radares 
mais antigos por modelos desse tipo até 2020.